# Pietà Rondanini
A Pietà Rondanini é uma escultura em mármore trabalhada por Michelangelo por volta da década de 1550 até os seus últimos dias de vida, em 1564. Encontra-se no Museu da Pietà Rondanini, Castello Sforzesco, Milão. Dada como inacabada, retoma o tema da Virgem Maria diante da morte de Jesus Cristo, que o artista havia elaborado anos antes em sua famosa Pietà de 1499. 
A escultura foi produzida na época dos seus últimos desenhos de Crucificação e também da Pietà de Florença, que ele havia feito para sua própria tumba. Michelangelo começou a trabalhar na Pietà Rondanini antes da de Florença, porém em seus últimos dias ele cortou o bloco de mármore até que o braço direito desmembrado de Cristo sobrevivesse da peça originalmente concebida. O estilo espectral das figuras afasta-se da idealização exemplificada em suas esculturas anteriores e se enquadra mais na estética gótica do que na renascentista. Há também uma simplicidade e precariedade que nada tem do estilo triunfante de antes.
Vista sob certos ângulos, sobretudo traseiros, parece que, na realidade, é Jesus quem segura Maria nas costas, ao invés do contrário habitual da Virgem suportando o filho. Certas interpretações atestam que Michelangelo teria elaborado dessa forma para representar que o espírito de Cristo consola o pranto materno.
Em 2012, a pintura Homenagem a Michelangelo, da artista visual sul-africana Marlene Dumas, foi inspirada na Pietà Rondanini.